# اسکات اندرزبی
اسکات اندرزبی (انگلیسی: Scott Endersby؛ زادهٔ ۲۰ فوریهٔ ۱۹۶۲) بازیکن فوتبال اهل بریتانیا است.
از باشگاه‌هایی که در آن بازی کرده‌است می‌توان به باشگاه فوتبال یورک سیتی، باشگاه فوتبال ترانمره راورز، باشگاه فوتبال سوئیندون تاون، باشگاه فوتبال روچدیل، باشگاه فوتبال کارلایل یونایتد، باشگاه فوتبال ایپسویچ تاون، باشگاه فوتبال کترینگ تاون، و باشگاه فوتبال کاردیف سیتی اشاره کرد.
وی همچنین در تیم ملی فوتبال زیر ۱۸ سال انگلستان بازی کرده‌است.